# Petar Božović
Petar Božović (ur. 22 maja 1946 w Zemunie, w ówczesnej jugosłowiańskiej Ludowej Republice Serbii) – jugosłowiański i serbski aktor.

## Wybrana filmografia
- 2014: Dzieci z ulicy Marksa i Engelsa jako taksówkarz
- 2009: Miesiąc miodowy jako ojciec Very
- 1986: Wieczorne dzwony jako Stjepan
- 1986: Urok rozpusty jako Georgije „Žorž”
- 1984: Cud niebywały jako Zeljo
- 1973: Leptirica jako Strahinja